# Camp Nowhere
Camp Nowhere (Brasil: Férias em Alto Astral / Portugal: Campo de Férias) é um filme estadunidense de comédia de aventura de 1994 dirigido por Jonathan Prince, escrito por Andrew Kurtzman e Eliot Wald, e estrelado por Christopher Lloyd, Jonathan Jackson e Jessica Alba em sua estreia no cinema.
O filme recebeu críticas negativas dos críticos. Com base em 11 comentários compilados retrospectivamente, Rotten Tomatoes dá uma pontuação de 18%. No entanto, de acordo com o site Rotten Tomatoes, o filme se saiu muito melhor com o público geral, com uma pontuação de 58%.
Camp Nowhere foi lançado em VHS em 6 de junho de 1995 e lançado em DVD em 5 de agosto de 2003. Mill Creek Entertainment lançou o filme em Blu-ray em 11 de outubro de 2011. Kino Lorber lançou o filme em DVD e Blu-ray 17 de abril de 2018.

## Sinopse
Morris "Mud" Himmel tem um problema: seus pais querem mandá-lo embora para um acampamento de informática no verão. Ele rejeita ir ao acampamento de verão e faria qualquer coisa para sair disso. Conversando com seus amigos, ele percebe que todos estão enfrentando a mesma sentença de ir a um acampamento de verão chato. Junto com eles, ele cria um plano para criar seu próprio acampamento de verão sem pais, sem adultos e sem regras. A notícia sai e outras crianças querem se juntar ao acampamento de verão. Mud decide chantagear o ex-professor de teatro Dennis Van Welker para ajudar; ele havia comprado um AMC Gremlin e não conseguiu fazer a maior parte dos pagamentos e está sendo perseguido pelo colecionador TR Polk, que se aposenta em breve, e concorda em ajudá-los em troca de US $ 1.000 e depois que ameaçar entregá-lo se ele não ajudar.
Com a ajuda de Dennis, as crianças enganam todos os pais a mandá-los para o acampamento e depois alugam um antigo acampamento (que costumava ser uma comunidade hippie nos anos 1960 e 1970) com uma cabana em um lago. Alguns pais acreditam que é um acampamento de computadores, enquanto outros acreditam que é um acampamento gordo , um acampamento militar ou um campo de atuação. As crianças usam o dinheiro que seus pais pagaram pelo acampamento para comprar brinquedos e comida. Depois de um tempo, eles ficam entediados e se perguntam se deveriam voltar para casa. Mud vai para Dennis em busca de ajuda e, com um suborno, ele logo encontra maneiras de manter as coisas interessantes e ajudá-los a continuar se divertindo.
Eventualmente, os pais querem vir visitar seus filhos, apesar de serem informados de que não há dias para os pais. Mud faz um plano para enganá-los e, junto com seus amigos, mantêm o acampamento escondido. Em questão de horas, eles consertam e estabelecem diferentes cenários representando os diferentes acampamentos (acampamento para gordos, acampamento de computadores, acampamento militar, etc.). Seu plano funciona e os pais não suspeitam de nada. TR Polk, em seguida, encontra um policial estadual que também estava procurando por Dennis, e eles encontram o caminho até o acampamento e o pegam. A polícia é chamada e Mud encontra Dennis fugindo das autoridades. Mud é confrontado pela polícia e protege Dennis deles, mas logo depois Dennis se entrega. Mud confessa e explica que a coisa toda foi ideia dele, e usa o resto do dinheiro para liquidar a dívida de Dennis com TR Polk, que pretende se aposentar com um registro perfeito. As outras crianças em um gesto de solidariedade também reivindicam responsabilidade e, portanto, todos os pais se recusam a prestar queixa. Dennis sai do castigo e as crianças voltam para casa, tendo tido o maior verão de suas vidas.

## Elenco
- Jonathan Jackson como Morris "Mud" Himmel
- Christopher Lloyd como Dennis Van Welker
- Melody Kay como Gaby Nowicki
- Andrew Keegan como Zack Dell
- Marnette Patterson como Trish Prescott
- Wendy Makkena como Dr. Celeste Dunbar
- Thomas F. Wilson como Lt. Eliot Hendricks
- Hillary Tuck como Betty Stoller
- Devin Neil Oatway como Tim
- Allison Mack como Heather
- Jessica Alba como Gail
- Michael Zorek como Chez Cheez Guy
- Ian Christopher Scott como Warren
- Nathan Cavaleri como Steve
- Heather DeLoach como Eileen
- Paige Andree como Jill
- Leah Theresa Hanner como Debbie
- Mooky Arizona como Arnold Spiegel
- Kazz Wingate IV como Pete
- Kellen McLaughlin como J.D.
- Brian Wagner como Lenny
- Joshua G. Mayweather como Walter
- Nicolas Friedman como Ricky
- Alyssa Poblador como Nicole
- Krystle e Tiffany Mataras como Amber e Ashley
- Peter Scolari como Donald Himmel
- Romy Windsor como Nancy Himmel
- M. Emmet Walsh como T.R. Polk
- Ray Baker como Norris Prescott
- Kate Mulgrew como Rachel Prescott
- John Putch como Neil Garbus
- Burgess Meredith como Fein
- Maryedith Burrell como Gwen Nowicki
- Genie Francis como Sra. Spiegel
- Jonathan Frakes como Bob Spiegel
- Peter Onorati como Karl Dell